# Embassy Hill
 Embassy Hill  és una companyia britànica fabricant de cotxes de competició que va arribar a disputar curses a la Fórmula 1.
Hill F1 va ser fundada el 1973 pel pilot britànic Graham Hill quan aquest va decidir muntar el seu propi equip perquè no es trobava a gust amb el seu anterior equip Brabham.

## A la F1
Hill va debutar a la F1 amb un xassís Shadow, al GP d'Espanya de la temporada 1973 disputat el 29 d'abril al circuit de Montjuïc, no aconseguint finalitzar la cursa.
Com a equip propi va debutar al GP d'Espanya de la temporada 1975, amb el pilot Rolf Stommelen, no aconseguint finalitzar la cursa.
Sota nom propi o rebent xassís d'altres equips ha tingut presència a la F1 en tres temporades 1973 - 1975, disputant un total de 41 curses (11 com a equip oficial) i aconseguint tres punts i una cinquè lloc com millor classificació en una cursa.
A finals de 1975, tornant d'unes proves realitzades a França, el mateix Hill, el pilot Tony Brise i quatre persones més de l'equip van morir en un accident aeri prop de Londres, fet que va provocar la desaparició de l'equip.

## Palmarès a la F1
- Curses: 41
- Victòries: 0
- Pòdiums: 0
- Punts: 3